# Діскаверер-16

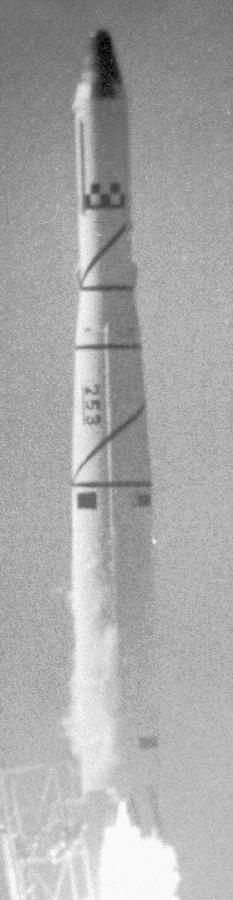
Запуск ракети-носія «Тор-Аджена-Бі» з «Діскаверером-16»

«Діскаверер-16» (англ. Discoverer 16 — відкривач), інші назви «Кей Ейч-2 1» (англ. KH-2 1), «Кей Ейч-2 9011» (англ. KH-2 9011), «Корона 9011» (англ. CORONA 9011) — перший американський розвідувальний супутник серії KH-2 (англ. Key Hole — замкова шпарина), що запускались за програмою «Корона». Космічний апарат мав фотокамеру з низькою роздільною здатністю і спускну капсулу для повернення відзнятої плівки.

## Опис
Апарат у формі циліндра було змонтовано у верхній частині ступеня «Аджена-Бі». Апарат мав фотокамеру з низькою роздільною здатністю (9 м) і з фокусною відстанню 61 см, телеметричну систему, плівковий магнітофон, приймачі наземних команд, сканер горизонту. Живлення забезпечували нікель-кадмієві акумулятори. Орієнтація апарата здійснювалась газовими двигунами на азоті.
У верхній частині апарата розташовувалась капсула діаметром 84 см довжиною 69 см. Капсула мала відсік для відзнятої фотоплівки, парашут, радіомаяк, твердопаливний гальмівний двигун. Капсулу мав упіймати спеціально обладнаний літак під час спуску на парашуті, у випадку невдачі капсула могла недовго плавати на поверхні океану, після чого тонула, щоб уникнути потрапляння секретного вмісту до ворожих рук.

## Політ
26 жовтня 1960 року о 20:26 UTC ракетою-носієм Тор-Аджена-Бі з бази Ванденберг було запущено «Діскаверер-16». При запуску внаслідок відключення живлення вимкнувся командний пристрій, другий ступінь не відокремився і вся ракета впала у Тихий океан.